# Navarretia capillaris
Navarretia capillaris là một loài thực vật có hoa trong họ Polemoniaceae. Loài này được (Kellogg) Kuntze mô tả khoa học đầu tiên năm 1891.